# POWER3

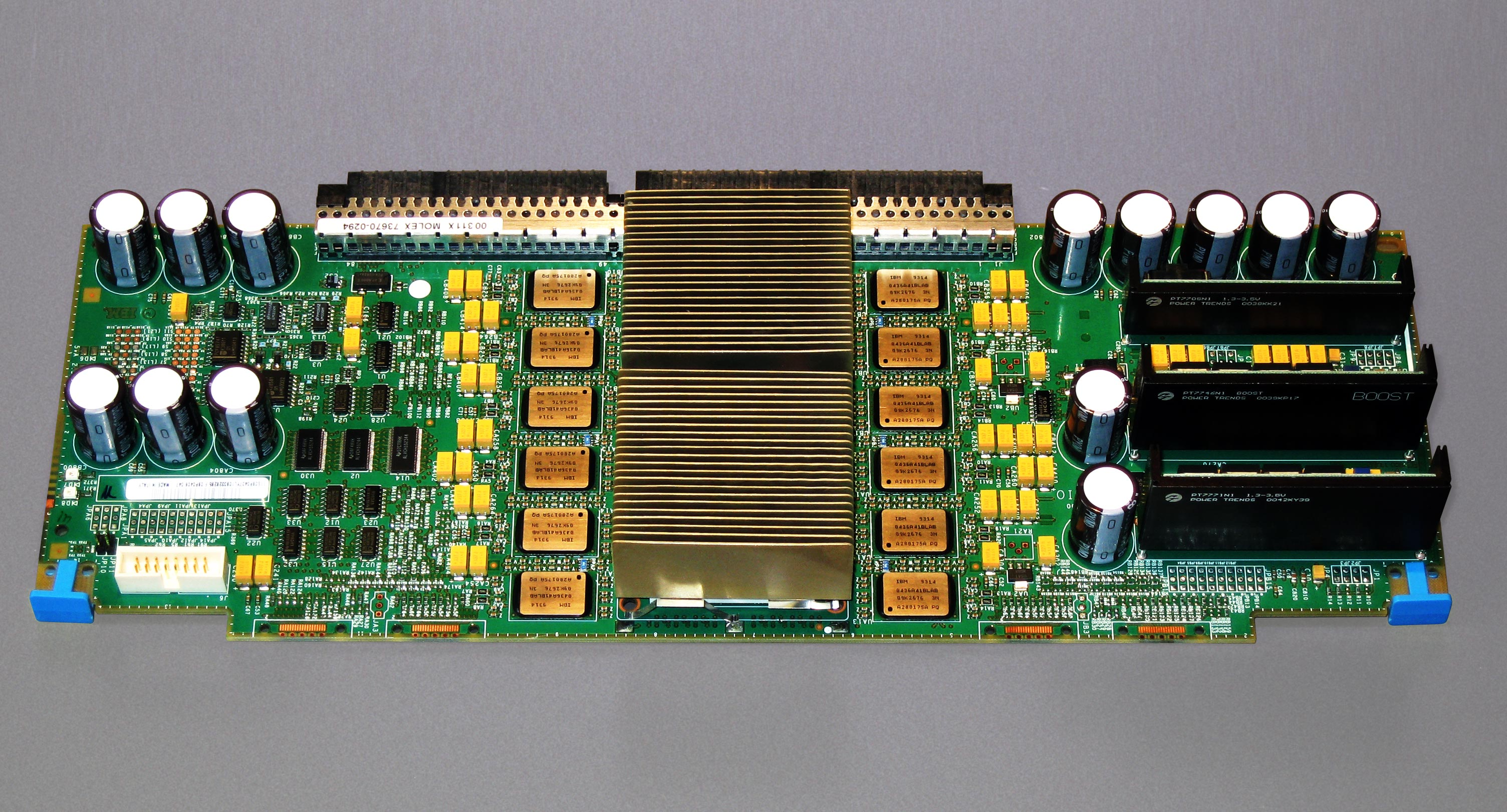
Processadores IBM POWER3-II de 375 MHz duales no módulo de CPU de um RS/6000 44P 270.

O chip POWER3 é uma CPU que implementa o conjunto de instruções de 64 bits de PowerPC, incluindo todas as instruções opcionais do ISA (até ao momento). Publicado em 1998, tinha duas unidades de vírgula flutuante, três unidades de vírgula fixa e duas unidades de carga-armazenamento. Pensava-se inicialmente que chamar-se-lhe-ia PowerPC 630 mas foi renomeado, possivelmente para diferenciar os processadores orientados a servidor POWER aos que substituía dos PowerPC, mais orientados ao mercado doméstico.
O POWER3 foi usado nos servidores RS/6000 de IBM e nas estações de trabalho a 200 MHz. Tinha 15 milhões de transistores num circuito integrado de 270 mm². Seu sucessor, o POWER3-II foi fabricado num processo baseado em cobre de .25 μm e atingia 450 MHz num circuito integrado de 170 mm².
O POWER3-II foi seguido pelo POWER4.